# Cleistocactus winteri
Cleistocactus winteri es una especie de planta suculenta perteneciente al género Cleistocactus, dentro de la familia Cactaceae. Es endémica de Bolivia.

## Descripción

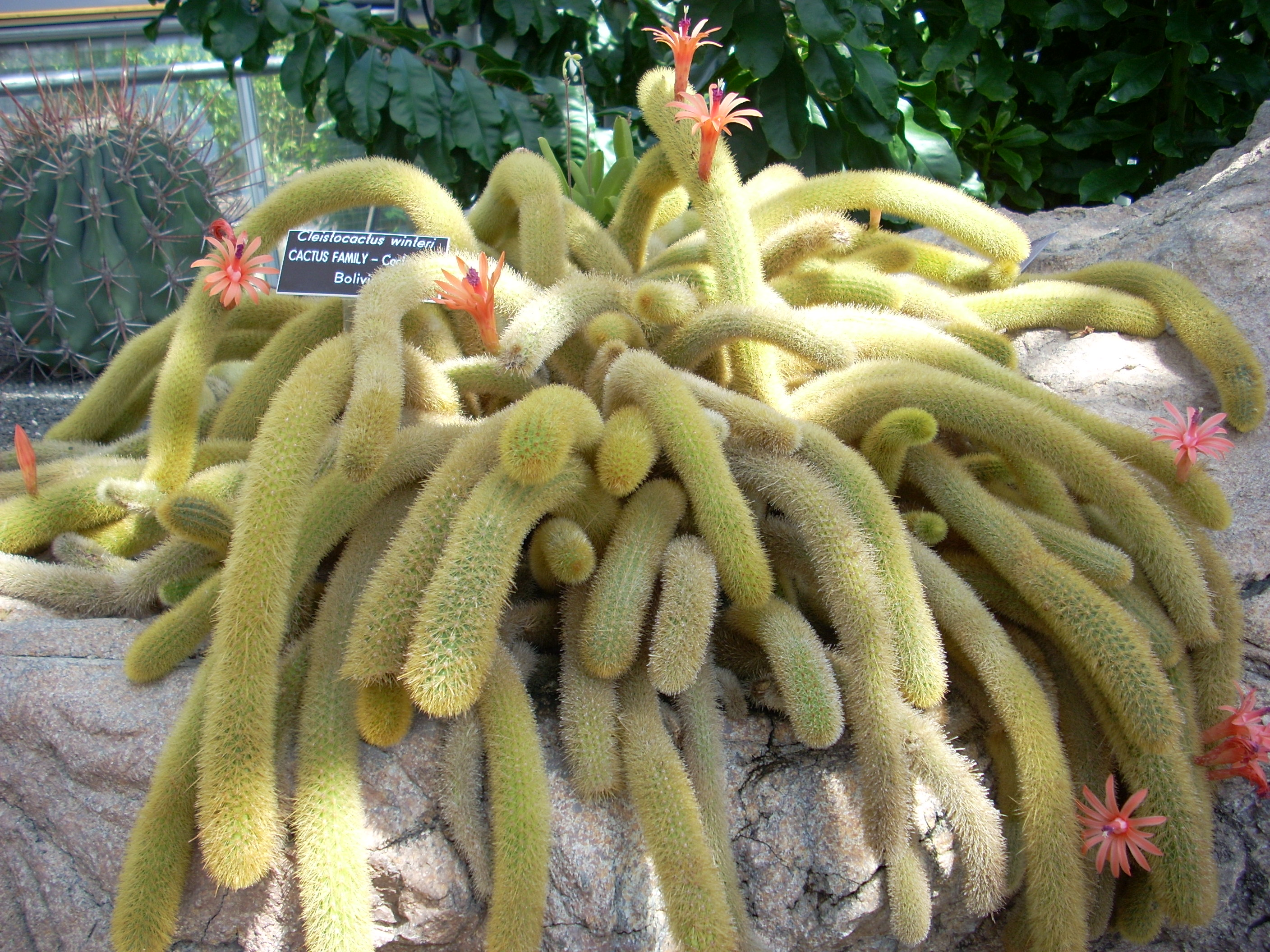
Vista de la planta

Cleistocactus winteri es una especie cactus columnar que crece como un arbusto, con tallos verdes colgantes o rastreros que se ramifican en la base. Alcanza longitudes de hasta 1,5 m y diámetros de 2 a 2,5 cm. 

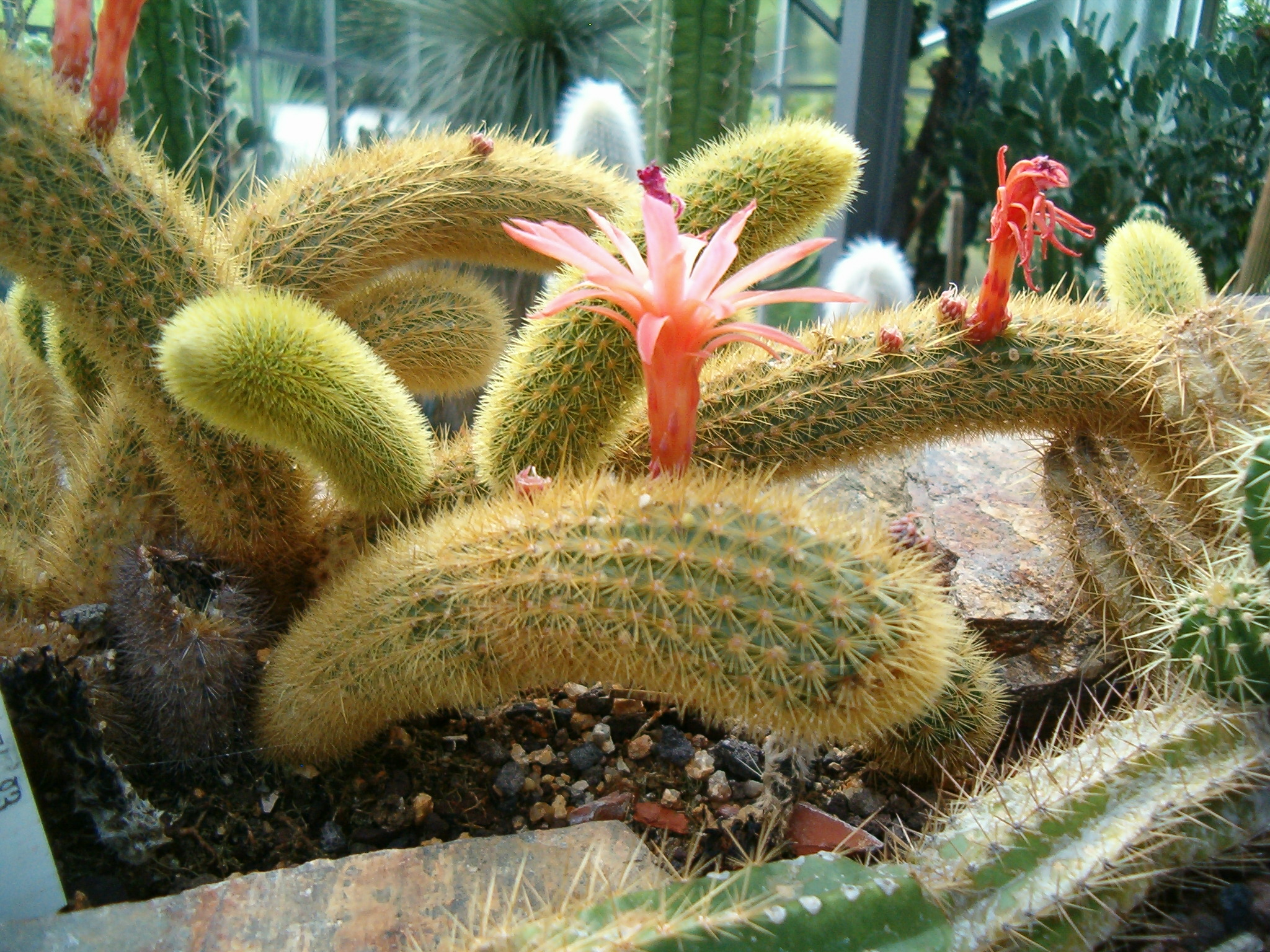
Detalle del tallo

Presenta entre 16 y 17 costillas ligeramente estriadas, sobre las que se asientan areolas marrones que están muy juntas unas de otras. Éstas tienen espinas de color amarillo dorado y son flexibles, delgadas y rectas. Entre ellas se distinguen aproximadamente 20 espinas centrales de entre 0,5 y 1 cm de largo y aproximadamente 30 espinas radiales de entre 0,4 y 1 cm de largo.
Las flores, dependiendo de la posición de los tallos, se curvan hacia arriba, hacia afuera o hacia arriba. Miden de 4 a 6 cm de largo, alcanzan diámetros de hasta 5 cm y permanecen abiertas durante varios días. El tubo floral es de color más o menos rosa anaranjado y se ensancha en forma de embudo hacia su abertura, generalmente de borde oblicuo. Los pétalos son de color rojo anaranjado, donde los externos son radiales o ligeramente curvados hacia atrás y los internos son notablemente más cortos y erguidos. Además, los estambres y el estilo sobresalen de la flor. 

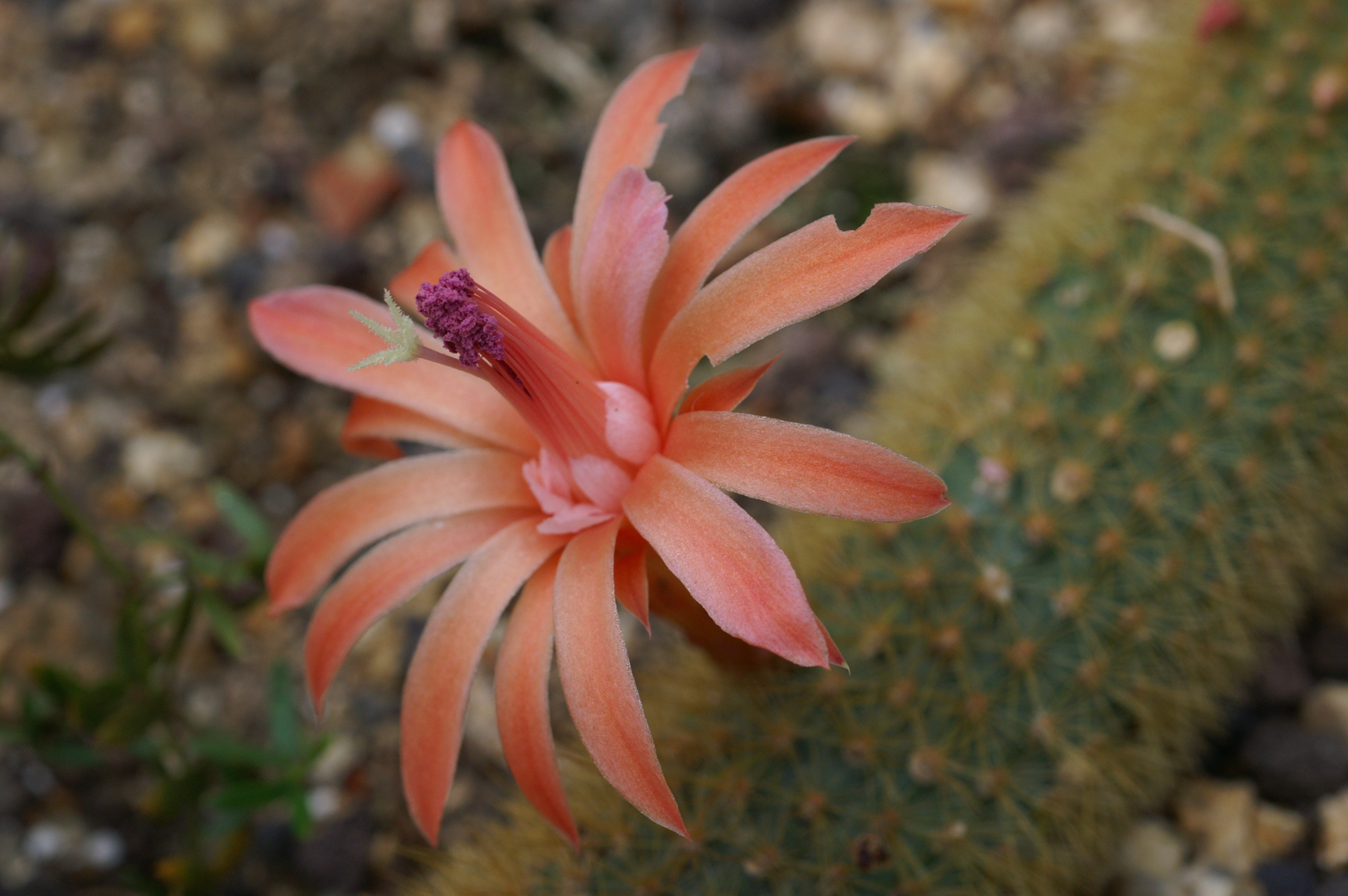
Detalle de la flor

Los frutos tienen forma de barril y son de color verde a verde rojizo. Miden entre 0,7 y 1 cm de largo y alcanzan el mismo diámetro.

## Distribución y hábitat

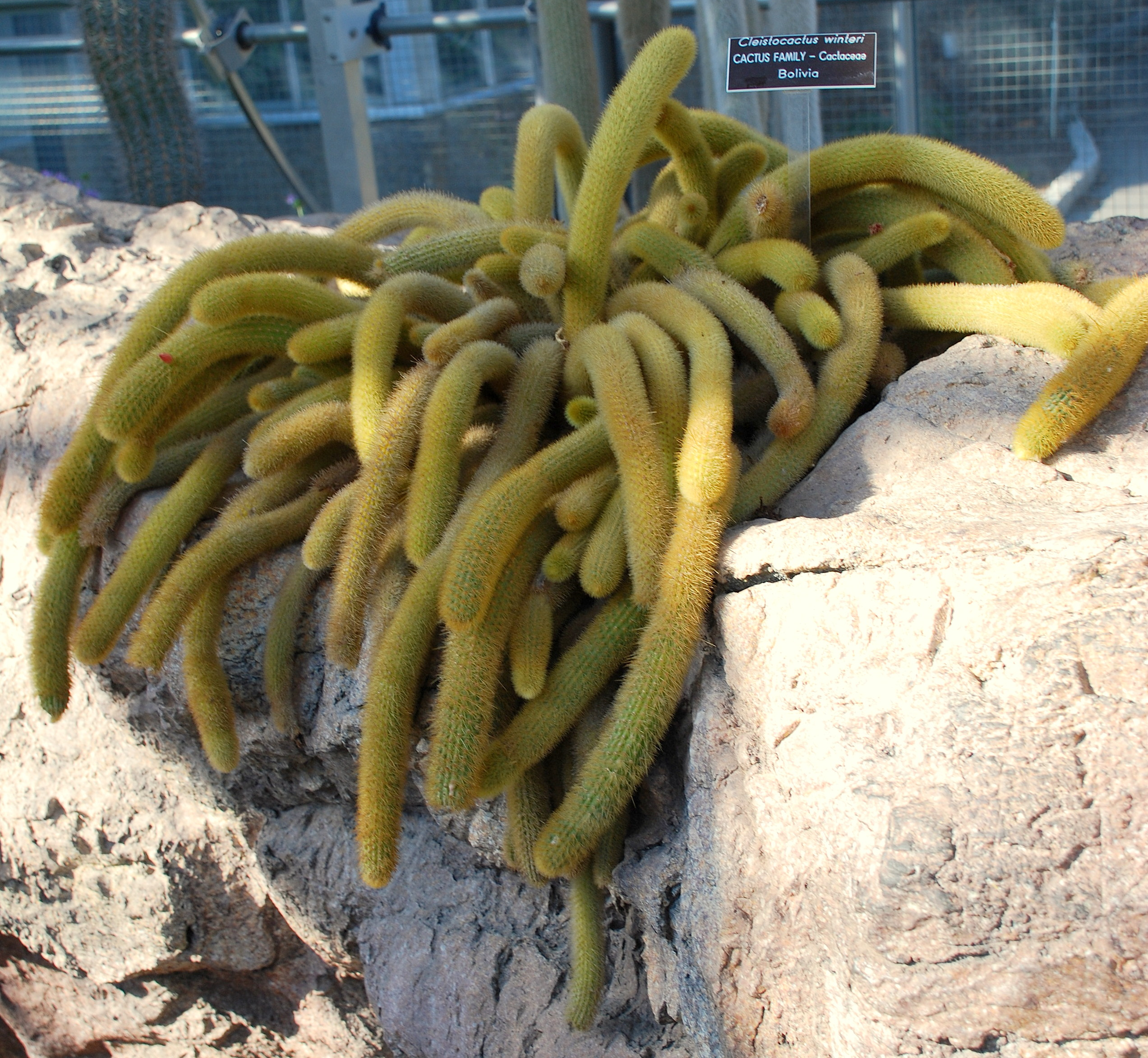
Crecimiento colgante

El área de distribución nativa de esta especie es Bolivia (concretamente en el departamento de Santa Cruz) y crece principalmente en el bioma desértico o de matorral seco, a altitudes de unos 1400 a 1500 m, donde cuelga de las rocas.

## Taxonomía
Cleistocactus winteri fue descrita por el botánico británico David Richard Hunt y publicada por priemra vez en Bradleya; Yearbook of the British Cactus and Succulent Society 6: 100 en el año 1988.
Etimología
- Cleistocactus: nombre genérico que deriva de la combinación de la palabra griega kleistos (que significa cerrado), y cactus (término latino que alude a las plantas del género Cactaceae), haciendo referencias a que son "cactus con flores cerradas", ya que en algunas especies apenas se abren y parecen estar cerradas.
- winteri: epíteto específico otorgado en honor a la propietaria del vivero Hildegard Winter (1893-1975), hermana de Friedrich Ritter.[6]

Sinonimia
- Borzicactus aureispinus (F.Ritter) G.D.Rowley (1973 publ. 1975)
- Cleistocactus aureispinus (F.Ritter) D.R.Hunt (1987)
- Hildewintera aureispina (F.Ritter) F.Ritter ex G.D.Rowley (1968)
- Loxanthocereus aureispinus (F.Ritter) Buxb. (1974)
- Winteria aureispina F.Ritter (1962)
- Winterocereus aureispinus (F.Ritter) Backeb. (1966)

## Estado de conservación
En la Lista Roja de Especies Amenazadas de la UICN, la especie está clasificada como de “En Peligro (EN)”.

## Usos

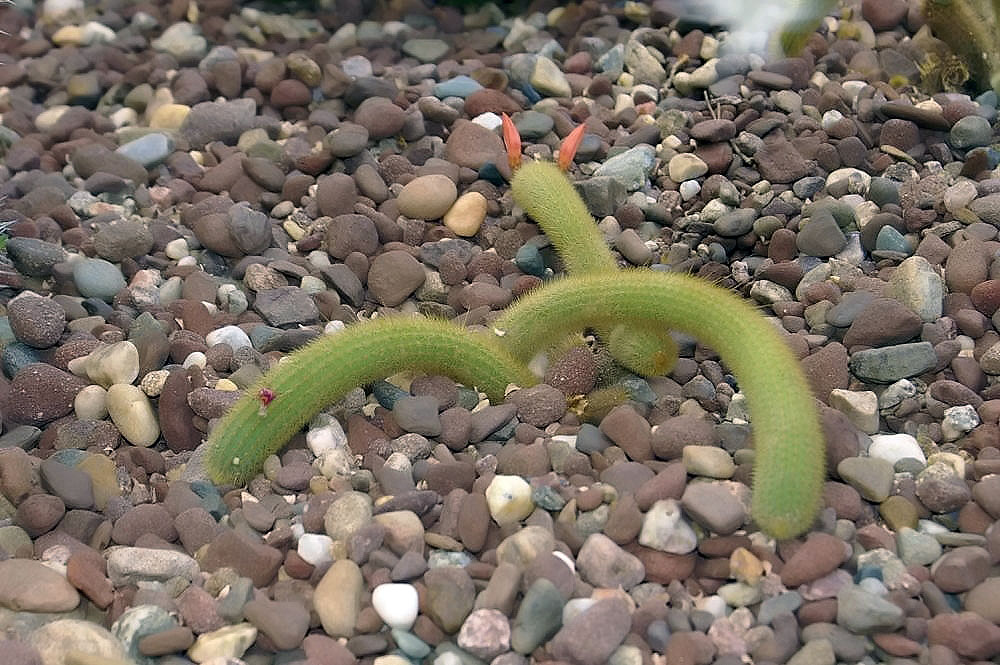
Cultivo

Se cultiva principalmente como planta ornamental y su propagación se realiza a través de esquejes o semillas.